# Patriarh Evtimovo, Plovdiv
Patriarh Evtimovo (în bulgară Патриарх Евтимово) este un sat în comuna Asenovgrad, regiunea Plovdiv,  Bulgaria. 

## Demografie
Componența etnică a satului Patriarh Evtimovo
     Romi (3,39%)
     Bulgari (94,9%)
     Nicio identificare (0,72%)
     Altele (0,97%)
La recensământul din 2011, populația satului Patriarh Evtimovo era de 412 locuitori. Din punct de vedere etnic, majoritatea locuitorilor (94,9%) erau bulgari, cu o minoritate de romi (3,39%). Pentru 0,72% din locuitori nu este cunoscută apartenența etnică.